# Institut national de la statistique et de la démographie
Pour les autres articles nationaux ou selon les autres juridictions, voir Institut national de la statistique.
L'Institut national de la statistique et de la Démographie (INSD) est le service officiel des statistiques du Burkina Faso.

## Statuts
Créé comme établissement public à caractère administratif par le décret n° 2000-508/PRES/MEF du 27 octobre 2000 pris par le Président de la République et doté de la personnalité juridique et de l'autonomie financière, il est placé sous la tutelle technique du Ministère chargé de la statistique (Ministère de l’Économie et du Développement ; décret n° 2006-003/PRES/PM du 6 janvier 2006 portant composition du  Gouvernement du Burkina Faso) et la tutelle financière du Ministère chargé des finances.
Ses statuts ont été révisés par le décret N° 2007-252/PRES/PM/MEDEV/MFB du 11 mai 2007. Il conduit ses activités dans le cadre général du système statistique national régi par la loi n°012-2007/AN du 31 mai 2007 portant organisation et réglementation des activités statistiques.

## Mission
L'institut a pour missions générales :
- d'élaborer les outils et instruments d'analyse et d'aide à la décision, notamment promouvoir la recherche, le développement des études à caractères statistique, économique et démographique suivant des principes uniformes, conformément aux directives nationales et aux normes internationales approuvées par le Burkina Faso ;
- de diffuser l'information à caractères statistique, économique et démographique suivant les normes nationales et internationales ;
- d’assurer la coordination des activités de l’ensemble des acteurs du système statistique national et de veiller à une bonne coopération entre eux ;
- d'élaborer et mettre en œuvre un programme de renforcement des capacités techniques et professionnelles adapté aux besoins du système statistique national, notamment définir et vulgariser les concepts, identifier les centres et les profils de formation, organiser des ateliers de formation.

De façon spécifique, il est chargé :
- de préparer, sur le plan technique et méthodologique, la collecte des statistiques en assurant leur complémentarité et leur comparabilité ;
- d'effectuer le traitement, l'analyse et la publication des statistiques officielles de l'État, suivant les normes nationales et internationales ;
- de préparer et d'élaborer les comptes de la nation ;
- de préparer et d'exécuter les recensements généraux de la population et des enquêtes démographiques nationales ;
- de préparer et d'exécuter les études et recherches en matière de population ;
- d'assurer le secrétariat technique du Conseil national de la statistique (CNS) ;
- de participer à la préparation de tout règlement administratif dans le domaine de la statistique ;
- d'établir les budgets économiques à court, moyen et long termes à l'aide de modèles appropriés ;
- de mettre en place des instruments de suivi des conditions de vie des ménages ;
- de mener des études et d'offrir des prestations de services ;
- de mettre en place une centrale de bilans.

## Organisation

### Conseil d'administration
L'INSD est administré par un Conseil d'administration responsable devant le Conseil des ministres composé de neuf (9) membres.
Le Président du Conseil d'administration de l'INSD est nommé par décret pris en Conseil des Ministres sur proposition du Ministre chargé de la tutelle technique pour un mandat de trois (3) ans renouvelable une seule fois.
Le Conseil d'administration assure la responsabilité de l'administration de l'INSD. Il est obligatoirement saisi de toutes les questions pouvant influencer la marche générale de l'INSD.
Il délibère sur les principales questions touchant le fonctionnement et la gestion de l'Institut, notamment :
- il examine et approuve le projet de budget, les conditions d'émission des emprunts et les comptes administratifs et de gestion ;
- il prend ou donne à bail tous biens, meubles et immeubles ;
- il autorise le Directeur général à contracter les emprunts ;
- il fait toutes délégations et tous transferts de créances ;
- il consent toutes subrogations, avec ou sans garantie ;
- il transfère ou aliène toutes rentes ou valeurs ;
- il acquiert tous immeubles et droits immobiliers ;
- il  consent  tous gages, nantissements, hypothèques ou autres garanties ;
- il statue sur la régularité de la situation du personnel contractuel de l'INSD ;
- il fixe et statue sur les salaires, propose conformément aux textes en vigueur l'octroi d'indemnités et tous autres avantages au Ministre chargé des finances qui statue en dernier ressort ;
- il fixe les émoluments du Directeur général ;
- il examine et approuve l'organigramme et le règlement intérieur de l'Institut ;
- il statue sur les prix de cession des biens et services produits par l'INSD.

Les prestations de l’INSD et ses investissements font l’objet d’un contrat pluriannuel conclu avec les Ministères de tutelle technique et financière. Ce contrat définit les objectifs assignés à l’établissement et prévoit les moyens qui doivent lui être affectés.
Le Conseil d’administration approuve le projet de ce contrat, dont un compte rendu d’exécution doit lui être présenté chaque année.

### Direction générale
| Période     | Nom                     |
| ----------- | ----------------------- |
| Depuis 20.. | M. Boureima Ouédraogo   |
| 2012 à 20.. | M. Banza Baya           |
| 2002 à 2011 | M. Bamory Ouattara      |
| 1998 à 2002 | M. Hamado Sawadogo      |
| 1997 à 1998 | M. Birimpo Lompo        |
| 1995 à 1997 | M. Noël Aimé Kobiane    |
| 1992 à 1995 | M. Honoré T. Djerma     |
| 1988 à 1992 | M. Théodore Z. Sawadogo |
| 1983 à 1988 | M. Lassané Dera         |
| 1982 à 1983 | M. Jean Dondasse        |
| 1978 à 1981 | M. Cyril Goungounga     |
| 1962 à 1978 | Dr Georges Sanogoh      |

L'INSD est dirigé par un Directeur général nommé par décret pris en Conseil des ministres sur proposition du ministre de tutelle technique.
L'actuel Directeur général est Monsieur Boureima Ouédraogo.
L’INSD comporte les structures ci après :
- au niveau central :
  - la Direction de la démographie (DD) ;
  - la Direction des statistiques et des synthèses économiques (DSSE) ;
  - la Direction des statistiques sur les conditions de vie des ménages (DSCVM) ;
  - la Direction de la coordination statistique, de la formation et de la recherche (DCFR) ;
  - la Direction de l’informatique et de la diffusion (DID) ;
  - la Direction de l’administration et des finances (DAF) ;
  - l’Agence comptable (AC).
- au niveau régional :
  - les Directions régionales de l’Institut national de la statistique et de la démographie (DR/INSD).

Les Directeurs de services centraux et régionaux, sont nommés par arrêté du Ministre de tutelle technique de l’INSD.

## Histoire
L'Institut National de la Statistique et de la Démographie a été créé en 1974 comme une direction centrale de l'administration puis transformé en un Établissement Public de l’État à caractère Administratif (EPA), en octobre 2000.
En 1974, il succédait alors à la Direction Nationale de la Statistique et de la Mécanographie créée en mars 1966 et qui entra dans la mémoire collective des Voltaïques d’alors, comme étant le service chargé du traitement de la solde des fonctionnaires.
Cette direction remplaçait le Service National de la Statistique et des Études Économiques (SNSEE) lui-même créer trois ans auparavant, en février 1963, pour répondre aux nouveaux besoins apparus après l'accession à l'indépendance le 5 août 1960.
La première unité à vocation statistique a été le Bureau statistique créé en 1958.

## Adresse
Le siège a déménagé du 555 Avenue de l'indépendance vers la zone Ouaga 2000.
- Adresse postale :

Institut National de la Statistique et de la Démographie (INSD)

01 BP 374 Ouagadougou 01

Ouagadougou
Burkina Faso
- Tél. : +226 50 37 62 04